# Power Book IV: Force
Power Book III: Raising Kanan
Power Book IV: Force est une série télévisée dramatique américaine créée par Courtney A. Kemp et diffusée depuis le 6 février 2022 sur Starz. La série est une suite et le troisième spin-off de Power.
En France, la série est diffusée sur le site de streaming MyCanal. Elle reste inédite dans les autres pays francophones.

## Synopsis
Force est centré sur le personnage de Tommy Egan, qui quitte New York et part à l'assaut de Chicago, utilisant son statut pour briser toutes les règles locales et les réécrire dans sa quête pour devenir le plus grand trafiquant de drogue de la ville.

## Distribution

### Acteurs principaux
- Joseph Sikora (VFB : Simon Duprez) : Thomas Patrick « Tommy » Egan
- Lili Simmons : Claudia Flynn
- Shane Harper : Victor « Vic » Flynn
- Anthony Fleming III (VFB : Claudio Dos Santos) : JP Gibbs
- Lucien Cambric : Darnell « D-Mac » McDowell
- Isaac Keys : Diamond Sampson
- Kris D. Lofton : Jenard Sampson
- Miriam A. Hyman : Stacy Marks (principale depuis la saison 2, invitée saison 1)
- Adrienne Walker : Shanti « Showstopper » Page (principale depuis la saison 2)
- Carmela Zumbado : Mireya Garcia (principale depuis la saison 2)
- Manuel Eduardo Ramirez : Miguel Garcia (principal depuis la saison 2)

Anciens acteurs principaux
- Gabrielle Ryan : Gloria Rodgers (saison 1)
- Tommy Flanagan : Walter Flynn (saisons 1 et 2)

### Acteurs récurrents
Introduits dans la saison 1
- Konstantin Lavysh : Rodovan Mirkovic (depuis la saison 1)
- Ahmad Nicholas Ferguson : Marshall Cranon (depuis la saison 1)
- Brian Keys : Agent Spécial Edgar Vargas (saisons 1 et 2)
- Guy Van Swearingen : Paulie « Pierogi » Muzaski (saisons 1 et 2)
- Debo Balogun : Seamus Bennigan (saison 1, invité saison 2)
- Chanell Bell : Lauryn Williams (saison 1, invitée saison 2)
- Mirelly Taylor : Mme Soto (saison 1)
- Blythe Howard : Adrienne (saison 1)
- Audrey Esparza : Liliana (saison 1)
- Jeremih : Elijah (saison 1)
- Barton Fitzpatrick : Blaxton (saison 1)
- Paulina Nguyen : Mai Liet (saison 1)
- Phil Donlon : Simon McDougal (saison 1)

Introduits dans la saison 2
- Patricia Kalember (VFB : Véronique Biefnot) : Kate Egan (depuis la saison 2, invitée saison 1)
- Chris Tardio : Bobby DiFranco (depuis la saison 2)
- Alain Uy : Bill Tseng (depuis la saison 2)
- Sammy A. Publes : Che (depuis la saison 2)
- Rae Gray : Elise Hamilton (depuis la saison 2)
- Angel Rosario Jr. : Rafael Nuñez (saison 2)
- Namir Smallwood : Jamal Franklin (saison 2)
- Marlene Forte : Abuelita Garcia (saison 2)
- Renelle Nicole : Gianna Franklin (saison 2)
- Cayen Amir Martin : Leon Franklin (saison 2)
- Dominic DeVore : Brendan Doyle (saison 2)

### Invités
- Paton Ashbrook : Jenny Sullivan (saison 1)
- Greg Serano : Juan Julio Medina (saison 1)
- Monique Gabriela Curnen : Blanca Rodriguez (saison 1)
- Lucy Walters : Holly Elizabeth Weaver (saison 2)

## Production
- Starz annonce la création de la série durant l'été 2020 et que Joseph Sikora reprend le rôle de Tommy Egan, la série étant focalisée sur lui.
- Initialement prévu comme le quatrième et dernier spin-off de la série Power, la production annonce en septembre 2020 que les deux derniers spin-off changent d'ordre, Power Book V: Force devient Power Book IV: Force et Power Book IV: Influence devient Power Book V: Influence. Starz annule finalement la production de la série en août 2022.
- En février 2021, huit autres acteurs sont annoncées au casting de la série en tant que personnages principaux : Lili Simmons, Shane Harper, Gabrielle Ryan, Lucien Cambric, Anthony Fleming III, Isaac Keys, Kris D. Lofton et Tommy Flanagan.
- En mai 2021, il est annoncé que l'auteur-compositeur Jeremih rejoint le casting en tant que personnage récurrent.
- La première saison est diffusée du 6 février 2022 au 17 avril 2022.
- Le 9 mars 2022, Starz annonce le renouvellement de la série pour une deuxième saison[1] prévue pour 2023.
- En juin 2022, il est annoncé que les acteurs Carmela Zumbado, Adrienne Walker, Miriam A. Hyman et Manuel Eduardo Ramirez rejoignent le casting de la saison 2.
- La deuxième saison est diffusée du 1er septembre au 15 novembre 2023.
- Le 15 décembre 2023, la série est renouvelée pour une troisième saison[2], qui sera la dernière[3]. La production a débuté fin février 2024 à Chicago[4].

## Épisodes
| Saisons | Saisons | Nombre d'épisodes | Diffusion originale sur Starz | Diffusion originale sur Starz | Diffusion sur Lionsgate+ en VF | Diffusion sur Lionsgate+ en VF |
| Saisons | Saisons | Nombre d'épisodes | Début de saison               | Fin de saison                 | Début de saison                | Fin de saison                  |
| ------- | ------- | ----------------- | ----------------------------- | ----------------------------- | ------------------------------ | ------------------------------ |
|         | 1       | 10                | 6 février 2022                | 17 avril 2022                 | 6 février 2022                 | 17 avril 2022                  |
|         | 2       | 10                | 1er septembre 2023            | 15 novembre 2023              | NC                             | NC                             |
|         | 3       | 10                | 6 décembre 2024               | 14 février 2025               |                                |                                |

### Première saison (2022)
La première saison est diffusée du 6 février au 17 avril 2022.
1. Je m'énerve vite et je n'oublie rien (A Short Fuse and a Long Memory)
2. Le Roi du pétrole (King of the Goddamn Hill)
3. Incendiaire (Firestarter)
4. Nuages d'orage (Storm Clouds)
5. Ramène-moi (Take Me Home)
6. C'est ce que nous sommes (This is Who We Are)
7. Fuir un fantôme (Outrunning a Ghost)
8. Il est pas lourd (He Ain't Heavy)
9. Confiance (Trust)
10. Affaire de famille (Family Business)

### Deuxième saison (2023)
La deuxième saison est diffusée du 1er septembre 2023 au 15 novembre 2023.
1. Tommy est de retour (Tommy's Back)
2. Conséquence importante (Great Consequence)
3. Guerre et crème glacée (War & Ice Cream)
4. Le diable est dans les détails (The Devil's in the Details)
5. Sacré Vic (Crown Vic)
6. Ici, ils sont des monstres (Here There Be Monsters)
7. Ça chauffe à Chicago! (Chicago Is Heating Up!)
8. Navigation à l'estime (Dead Reckoning)
9. Problèmes à régler (No Loose Ends)
10. Le respect du pouvoir de la poudre (Power Powder Respect)

### Troisième saison (2025)
La troisième saison est prévue pour le 6 décembre 2025